# .cym
A .cym (dotCYM) egy internetes legfelső szintű tartománykód, melyet hivatalosan még nem hoztak létre.